# Bijelo Polje (Kakanj)
Pour les articles homonymes, voir Bijelo Polje.
Bijelo Polje (en cyrillique : Бијело Поље) est un village de Bosnie-Herzégovine. Il est situé dans la municipalité de Kakanj, dans le canton de Zenica-Doboj et dans la fédération de Bosnie-et-Herzégovine. Selon les premiers résultats du recensement bosnien de 2013, il compte 102 habitants.

## Démographie

### Évolution historique de la population
| 1948 | 1953 | 1961 | 1971 | 1981 | 1991 | 2013 |
| ---- | ---- | ---- | ---- | ---- | ---- | ---- |
| -    | -    | 302  | 338  | 402  | 477  | 102  |

|  |